# Florian Neuhaus
Florian Neuhaus (Landsberg am Lech, Alemania, 16 de marzo de 1997) es un futbolista alemán que juega en la demarcación de centrocampista para el Borussia Mönchengladbach de la Bundesliga.

## Trayectoria

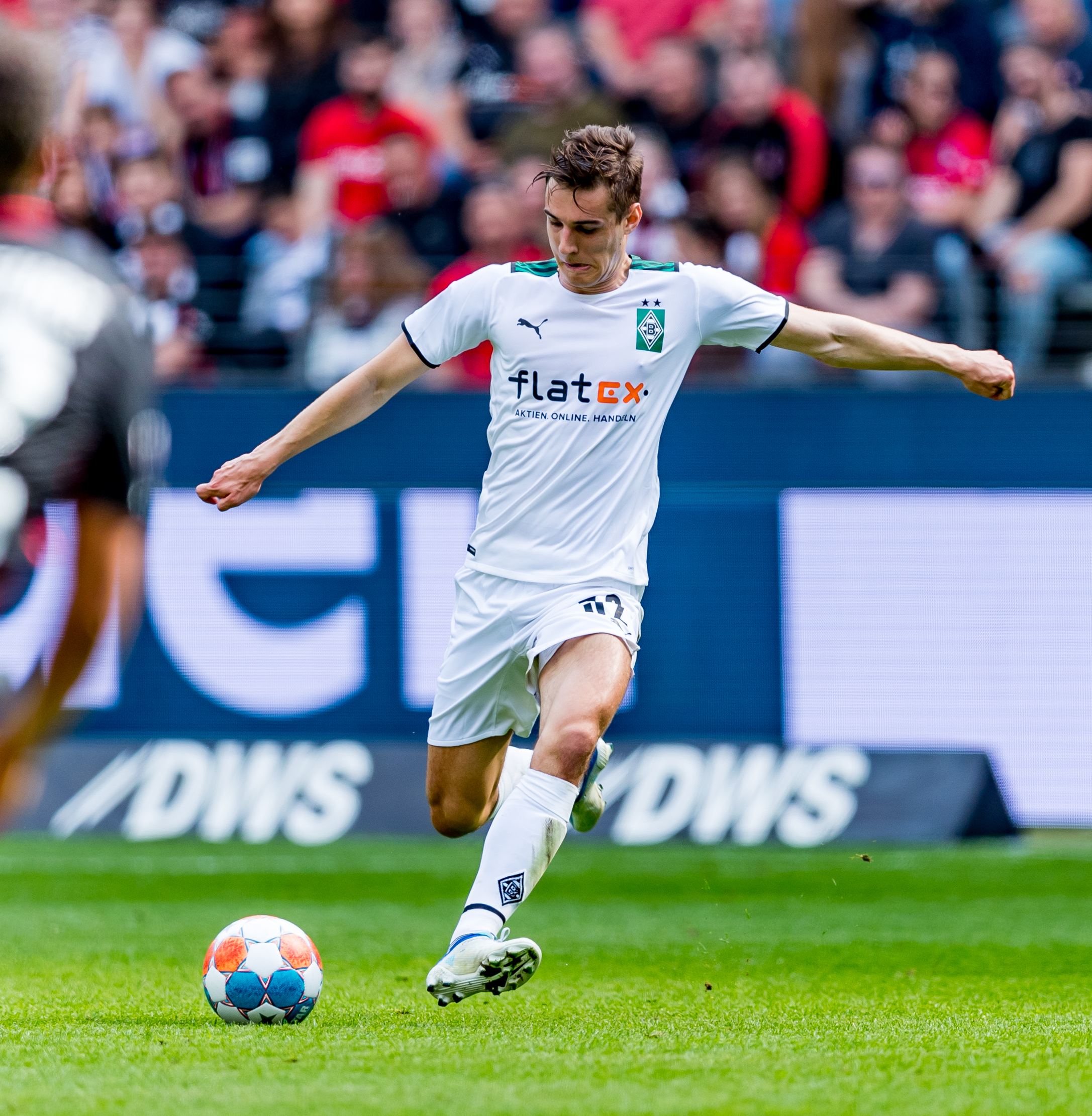
Florian Neuhaus con el Borussia Mönchengladbach contra el Eintracht Frankfurt

Tras formarse como futbolista en el TSV 1860 Munich, finalmente en la temporada 2016/17 subió al segundo equipo. Después de jugar seis partidos y anotar un gol, pasó a formar parte del primer equipo, haciendo su debut el 21 de octubre de 2016 en un partido de la 2. Bundesliga contra el VfB Stuttgart que finalizó con un resultado de 2-1 a favor del Stuttgart tras los goles de Berkay Ozcan y Simon Terodde para el Stuttgart, y de Levent Aycicek para el 1860 Munich.
En el mercado veraniego de 2017 se marchó al Borussia Mönchengladbach, yéndose cedido un día después al Fortuna Düsseldorf. Jugó en el club un total de 29 partidos y marcó seis goles en la 2. Bundesliga. En julio de 2018 volvió al Borussia Mönchengladbach, debutando en la Bundesliga.

## Selección nacional
Tras haber sido internacional en categorías inferiores, el 7 de octubre de 2020 debutó con la selección absoluta de Alemania en un amistoso ante Turquía que finalizó en empate a tres y anotó un gol.

## Estadísticas

### Clubes
Actualizado al último partido disputado el 3 de noviembre de 2024.
| Club                                | Div.          | Temporada     | Liga  | Liga  | Copas nacionales | Copas nacionales | Copas internacionales | Copas internacionales | Total | Total |
| Club                                | Div.          | Temporada     | Part. | Goles | Part.            | Goles            | Part.                 | Goles                 | Part. | Goles |
| ----------------------------------- | ------------- | ------------- | ----- | ----- | ---------------- | ---------------- | --------------------- | --------------------- | ----- | ----- |
| T. S. V. München II · Alemania      | 5.ª           | 2016-17       | 6     | 1     | —                | —                | —                     | —                     | 6     | 1     |
| T. S. V. München II · Alemania      | Total club    | Total club    | 6     | 1     | 0                | 0                | 0                     | 0                     | 6     | 1     |
| T. S. V. München · Alemania         | 2.ª           | 2016-17       | 14    | 1     | 1                | 0                | —                     | —                     | 15    | 1     |
| T. S. V. München · Alemania         | Total club    | Total club    | 14    | 1     | 1                | 0                | 0                     | 0                     | 15    | 1     |
| Fortuna Düsseldorf · Alemania       | 2.ª           | 2017-18       | 27    | 6     | 2                | 0                | —                     | —                     | 29    | 6     |
| Fortuna Düsseldorf · Alemania       | Total club    | Total club    | 27    | 6     | 2                | 0                | 0                     | 0                     | 29    | 6     |
| Borussia Mönchengladbach · Alemania | 1.ª           | 2018-19       | 32    | 3     | 2                | 1                | —                     | —                     | 34    | 4     |
| Borussia Mönchengladbach · Alemania | 1.ª           | 2019-20       | 30    | 4     | 2                | 0                | 5                     | 0                     | 37    | 4     |
| Borussia Mönchengladbach · Alemania | 1.ª           | 2020-21       | 33    | 6     | 4                | 2                | 8                     | 0                     | 45    | 8     |
| Borussia Mönchengladbach · Alemania | 1.ª           | 2021-22       | 4     | 1     | 3                | 1                | —                     | —                     | 7     | 2     |
| Borussia Mönchengladbach · Alemania | 1.ª           | 2022-23       | 23    | 1     | 1                | 1                | —                     | —                     | 24    | 2     |
| Borussia Mönchengladbach · Alemania | 1.ª           | 2023-24       | 25    | 4     | 4                | 0                | —                     | —                     | 29    | 4     |
| Borussia Mönchengladbach · Alemania | 1.ª           | 2024-25       | 4     | 0     | 1                | 0                | ―                     | ―                     | 5     | 0     |
| Borussia Mönchengladbach · Alemania | Total club    | Total club    | 176   | 22    | 17               | 4                | 13                    | 0                     | 206   | 26    |
| Total carrera                       | Total carrera | Total carrera | 223   | 30    | 20               | 4                | 13                    | 0                     | 256   | 34    |

## Palmarés

### Campeonatos nacionales
| Título        | Club               | País     | Año  |
| ------------- | ------------------ | -------- | ---- |
| 2. Bundesliga | Fortuna Düsseldorf | Alemania | 2018 |